# Stilipes distinctus
Stilipes distinctus is een vlokreeftensoort uit de familie van de Stilipedidae. De wetenschappelijke naam van de soort is voor het eerst geldig gepubliceerd in 1908 door Holmes.